# Clemens V
Clemens V (latin, den milde), född Bertrand de Got cirka 1264 i Villandraut, död 20 april 1314 i Roquemaure, var påve från den 5 juni 1305 till sin död den 20 april 1314, och ärkebiskop av Bordeaux från 1299.

## Biografi
Clemens V härstammade från en occitansk släkt och anses av många historiker ha varit en av de sämre påvarna. Anledningen till kritiken berodde bland annat på den nepotism som han utövade vid tillsättandet av olika poster. Som ett exempel fick under hans pontifikat fem av hans släktingar rang som kardinal. Kritiken gäller också de eftergifter han gjorde mot det franska kungahuset. Påverkad av Filip den sköne, förlade han sitt residens till Frankrike, först till Bordeaux och Poitiers, senare till Avignon (1309). Därmed började för påvedömet 70 år under franskt inflytande, i Kyrkans historia känd under namnet "den babyloniska fångenskapen". Clemens valde Avignon som residensstad, då denna var belägen i Comtat Venaissin, som vid denna tid var en exklav till Kyrkostaten. Därtill hörde själva staden Avignon till den påvlige vasallen Robert av Anjou.
Efter att han i Lyon, i kung Filips närvaro mottagit kröningen, utnämnde Clemens tio kardinaler, av vilka nio var fransmän. Därmed var denna nations övervikt i kollegiet beseglad för lång tid framåt. Även påvens hushåll inrättades efter franskt manér. I synnerhet sina landsmän, gascognarna, och sin vitt utgrenade släkt försåg Clemens i rikligt mått med prebenden och kyrkliga ämbeten.
Under inflytande av Filip medverkade Clemens V till tempelherreordens undergång. Till en början försökte Clemens skjuta ifrån sig ansvaret på det koncilium som han sammankallade till Vienne, men församlingen vägrade att fälla orden. Då upphävde Clemens av egen påvlig maktfullkomlighet tempelherreorden och tilldelade Johanniterorden dess gods, med undantag för de rika franska besittningar som kung Filip redan lagt beslag på. Av riddarna omkom många i inkvisitionens fängelser. De som senare tog tillbaka sina under tortyr avtvungna bekännelser brändes istället på bål såsom återfallna i kätteri, bland dem stormästaren Jacques de Molay.
Clemens fritog också kungen från delaktighet i Nogarets överfall på Bonifatius VIII och upphävde åtskilliga av denne påve utfärdade konstitutioner, bland andra de bekanta bullorna Clericis laicos och Unam sanctam. Han motstod dock en begäran av Filip, nämligen att inleda en formell process mot den döde Bonifacius för kätteri och trolldom.
Genom en i Poitiers den 12 augusti 1308 utfärdad bulla benämnd Regnans in caelis lät Clemens kalla till ett koncilium (allmänt kyrkomöte) i Vienne. Clemens samling av mötets dekret, tillökad med egna dekretaler, är känd under namnet "de klementinska konstitutionerna" och var av honom ämnad att utgöra dekretalernas sjunde bok, men stadfästes först av hans efterträdare.
Till Henrik VII av Tyskland var Clemens förhållande ursprungligen gott. Sedan Henrik den 29 juni 1312 erhållit kejsarkronan och råkat i strid med Robert av Neapel, hotade han honom med interdikt.